# Valaiguièra
Valaiguièra (en francès Valliguières) és un municipi francès situat al departament del Gard i a la regió d'Occitània.